# Peter Rebsch

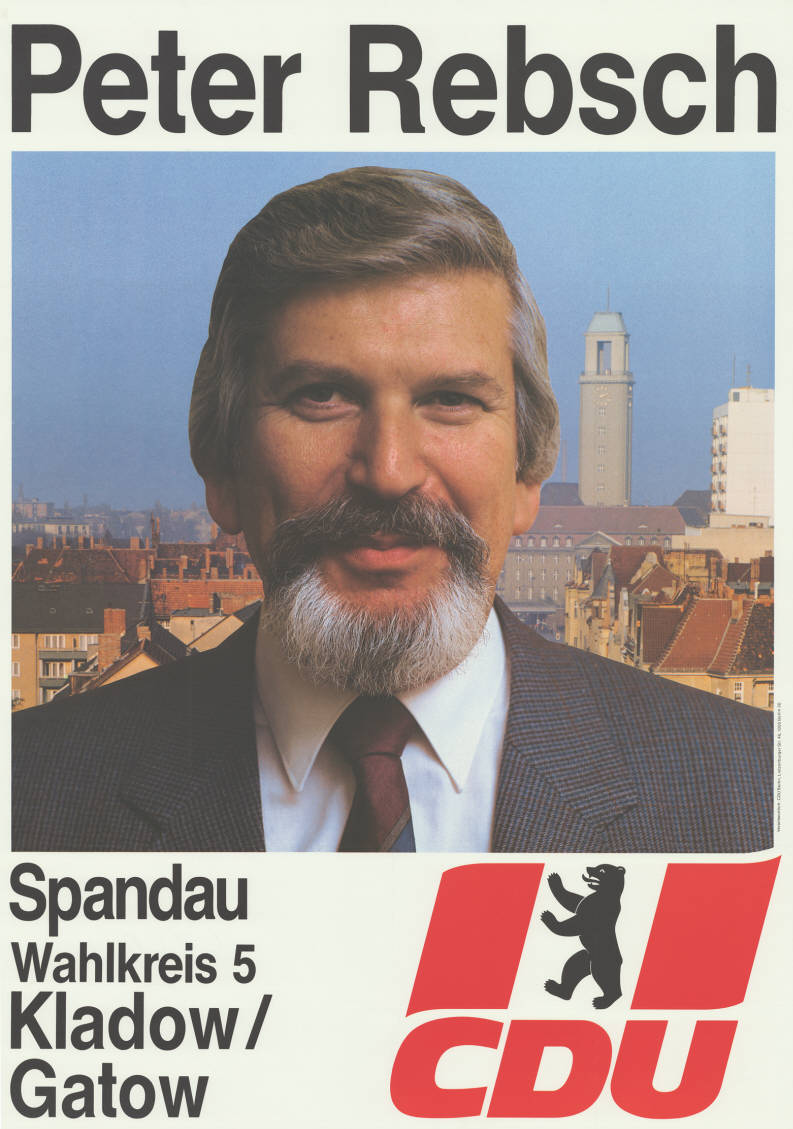
Kandidatenplakat zur Abgeordnetenhauswahl in West-Berlin 1985

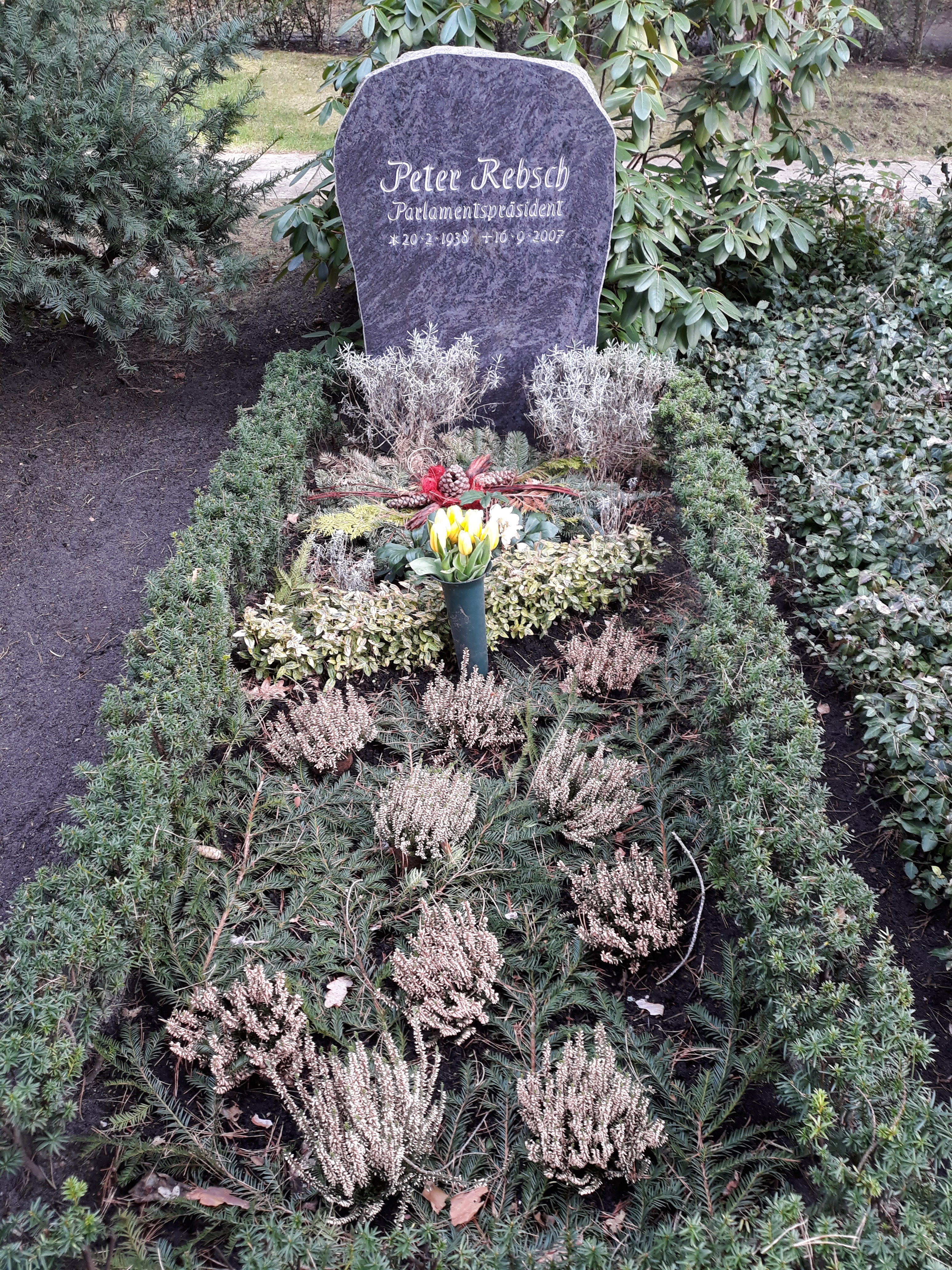
Das Grab von Peter Rebsch auf dem Friedhof In den Kisseln in Berlin.

Peter Werner Jürgen Rebsch (* 20. Februar 1938 in Berlin; † 16. September 2007 ebenda) war ein deutscher Jurist und Politiker (CDU).

## Leben und Beruf
Peter Rebsch wurde am 20. Februar 1938 in Berlin geboren und wuchs in Spandau auf. Nach dem Schulbesuch begann er ein Studium der Rechtswissenschaft, das er mit beiden juristischen Staatsexamen beendete. Anschließend arbeitete er bei einer Versicherungsanstalt. Daneben betätigte er sich als Sportschütze, war seit 1969 Sportleiter des Schützenverbandes Berlin-Brandenburg und fungierte von 1973 bis 1982 als Vizepräsident des Deutschen Schützenbundes (DSB). Bei den Olympischen Spielen 1972 in München organisierte er den Wettbewerb des Gewehr- und Pistolenschießens. Vier Jahre später wurde er bei den Olympischen Spielen 1976 in Montréal vom Nationalen Olympischen Komitee Deutschlands mit der Mannschaftsführung der Sportschützen beauftragt. Peter Rebsch starb am 16. September 2007 im Alter von 69 Jahren in seiner Heimatstadt und wurde auf dem Berliner Friedhof In den Kisseln beigesetzt.

## Politik
Rebsch trat 1958 in die CDU ein und war seit 1967 Bürgerdeputierter des Schulausschusses der Bezirksverordnetenversammlung in Spandau, der er von 1971 bis 1975 angehörte. Er zog 1979 in das Berliner Abgeordnetenhaus ein und wurde am 11. Juni 1981 zum Präsidenten des Abgeordnetenhauses gewählt. Dieses Amt hatte er bis März 1989 inne. Danach gehörte er dem Abgeordnetenhaus noch bis 1995 an.

## Ehrungen
- Goldenes Ehrenkreuz des Deutschen Schützenbundes, 1973
- Ehrenring des Deutschen Schützenbundes, 1977
- Ehrenmitglied des Deutschen Schützenbundes, 1984[2]
- Großes Bundesverdienstkreuz, 1984
- Großkreuz des portugiesischen Verdienstordens, 1989